# Св. св. Кирил и Методий (Липница)
„Св. св. Кирил и Методий“ е православен храм във врачанското село Липница, България, част от Врачанската епархия на Българската патриаршия.

## История
Църквата започва да се строи в 1934 година, след преместването на селото на левия бряг на Скрът, започнало в 1920 година. Храмът е граден с доброволен труд на селяните и с отпуснатите от фонд „Църковна земя“ 200 декара, които са дават на търг. Завършена е в 1936 година.
В архитектурно отношение е висока, просторна еднокорабна църква с женска църква. Градежът е от тухли върху каменни основи, а подът е дюшеме. Зографията на храма е дело на дебърския майстор Велко Илиев. Иконостасът на храма, също е дело на дебърски майстори от рода Филипови, като е пренесен от старата църква „Свети Дух“, разположена на десния бряг на Скрът и построена в 1869-1872 година.
- Върхът на иконостаса
- Възкресение Лазарево